# Haimbachia leucopleuralis
Haimbachia leucopleuralis é uma espécie de mariposa pertencente à família Crambidae. Foi descrita pela primeira vez por Mabille em 1900.  Pode-se encontrar nas Comores e em Madagáscar.